# The Voice Kids Hrvatska (2. sezona)
Druga sezona emisije The Voice Kids Hrvatska s prikazivanjem će započeti krajem 2025. godine. 
Prijave za drugu sezonu započele su 28. ožujka 2025. Format emisije temelji se na izvorniku The Voice Hrvatska koji je smislio nizozemski medijski tajkun John de Mol, na temelju izvorne inačice The Voice of Hollanda. 